# Руднє-Димерська сільська рада
Руднє-Димерська сільська рада — колишній орган місцевого самоврядування у Вишгородському районі Київської області. Адміністративний центр — село Рудня-Димерська.

## Загальні відомості
Історична дата утворення: в 1919 році.
Водоймища на території, підпорядкованій даній раді: річка Здвиж.

## Населені пункти
Сільській раді підпорядковані населені пункти:
- с. Рудня-Димерська
- с. Володимирівка

## Склад ради
Рада складається з 12 депутатів та голови.

### Керівний склад ради
| ПІБ                         | Основні відомості                                                                     | Дата обрання | Дата звільнення |
| --------------------------- | ------------------------------------------------------------------------------------- | ------------ | --------------- |
| Малютенко Наталія Федорівна | Сільський голова, 1965 року народження, позапартійна                                  | 26.03.2006   | 19.06.2008      |
| Казмірик Ольга Іванівна     | Сільський голова, 1959 року народження, освіта незакінчена вища, позапартійна         | 03.05.2009   | 31.10.2010      |
| Казмірик Ольга Іванівна     | Сільський голова, 1959 року народження, освіта незакінчена вища, член Партії регіонів | 31.10.2010   |                 |

Примітка: таблиця складена за даними джерела